# 9158 Platè
9158 Platè eller 1984 MR är en asteroid i huvudbältet som upptäcktes den 25 juni 1984 av den ryska astronomen Tamara Smirnova vid Krims astrofysiska observatorium på Krim. Den har fått sitt namn efter Nikolaj A. Platè.
Asteroiden har en diameter på ungefär 4 kilometer och den tillhör asteroidgruppen Vesta.